# Araneus bandelieri
Araneus bandelieri là một loài nhện trong họ Araneidae.
Loài này thuộc chi Araneus. Araneus bandelieri được Eugène Simon miêu tả năm 1891.